# Intervención en drogodependencias
La Intervención social en drogodependencias está constituida por aquellas estrategias que pone en marcha el profesional de la intervención social, en diferentes momentos en función de la situación que esté atravesando el individuo o grupo de individuos, encaminadas a producir un cambio en su conducta.

## Momentos en la intervención
Las diferentes fases de la intervención en drogodependencias pueden constituirse atendiendo a las diferentes estrategias de prevención:
- Prevención primaria: la intervención tiene lugar antes de que se produzca ningún consumo siendo su objetivo principal el impedir o retrasar la aparición del mismo.
- Prevención secundaria: tiene lugar una vez se han producido los primeros contactos con las drogas. Busca impedir la instauración de consumos problemáticos.
- Prevención terciaria o reducción del daño: una vez instaurados los consumos problemáticos lo que pretende es reducir los riesgos asociados a dichos consumos.

## Intervención socioeducativa en drogodependencias
Creu Roja Joventut en 1999 inició el proyecto SOM. NIT en Cataluña.
Un proyecto de información, prevención y reducción de daños en el consumo de drogas dirigido a los jóvenes.
Un equipo de voluntarios, que han recibido una formación sobre drogas, realizan intervenciones en los lugares de ocio nocturno (discotecas, conciertos, festivales, raves…) con la finalidad de informar directamente a los jóvenes facilitándoles información sobre el consumo y policonsumo, y resolviendo sus posibles dudas.
La Terapia Familiar Funcional (FFT, por sus siglas en inglés) es una intervención a corto plazo que utiliza manuales para su implementación. Este tipo de intervenciones se realiza en entornos ambulatorios, y tiene como objetivo modificar las interacciones entre los miembros familiares para mejorar el comportamiento de los jóvenes. Se ha planteado la interrogante de cuál es la efectividad de estas terapias como tratamiento para el consumo de cannabis, anfetaminas, éxtasis o cocaína en el caso de los jóvenes.
Una revisión sistemática de dos estudios, ambos realizados en Estados Unidos, de los cuales solo uno proporcionó resultados relacionados con el consumo de drogas entre los jóvenes de 11 a 21 años, demostró que la intervención logró una reducción a corto plazo (cuatro meses) del consumo de cannabis, efecto que desaparece en el largo plazo. Debido a la escasez de evidencia acerca de la efectividad de estas terapias, resulta imposible extraer conclusiones rigurosas y, por lo tanto, estas terapias deben ser empleadas con cautela cuando se dirigen al consumo juvenil de drogas.
Una gran cantidad de criminales encarcelados son adictos a las drogas. En ausencia de un tratamiento eficaz contra el abuso de sustancias, una gran proporción de estos delincuentes adictos volverá a delinquir una vez liberados. Por ello, se han desarrollado programas de tratamiento contra las drogas en cárceles, los cuales permiten el uso de la fuerza por parte de las instalaciones correccionales, con el fin de incitar a los consumidores a participar en el tratamiento (muchos de los cuales no lo harían de otra forma). Además, limitan la disponibilidad de drogas, dejando suficiente tiempo disponible para enfocarse en el tratamiento y la introspección. al revisarse 74 estudios, la mayoría realizados en Estados Unidos, y el resto en Canadá, Australia, Taiwán y Reino Unido, analizó el impacto de los programas de tratamiento contra las drogas en cárceles, y concluyó que estos son moderadamente efectivos en la reducción de la reincidencia y del consumo de drogas. Los efectos encontrados variaron conforme al diseño del programa. En este sentido, se determinó que las comunidades terapéuticas son el modelo más efectivo, mientras que los campamentos de entrenamiento no lo son. Estas conclusiones deben interpretarse con cautela, debido al limitado número de evaluaciones y a ciertas deficiencias metodológicas.